# Поздняково (Курська область)
Поздняково (рос. Поздняково) — присілок в Фатезькому районі Курської області Російської Федерації.
Населення становить 153 особи. Входить до складу муніципального утворення Солдатська сільрада.

## Історія
Населений пункт розташований на території українського етнічного та культурного краю Східна Слобожанщина.
Від 2004 року входить до складу муніципального утворення Солдатська сільрада.

## Населення
| 1862 | 1905 | 1979 | 1989 | 2002 | 2010 |
| ---- | ---- | ---- | ---- | ---- | ---- |
| 353  | ↗438 | ↘355 | ↘244 | ↘209 | ↘153 |